# 瀕死研究
濒死研究是心理学和精神病學的一個研究領域，主要是研究濒死体验的現象，特別是有關其生理学、现象学和後遺症。
該研究領域最初是由一批北美研究人員（包括布鲁斯·格雷森）受到學者雷蒙德·穆迪的初步研究工作中開始啟發，後來他們成立了国际濒死研究协会和《濒死研究杂志》。從那時起，該領域開始受到重視并发展起來。現在有來自世界各国的众多科研人員从事瀕死經驗的研究。

## 瀕死經驗
瀕死經驗是在醫療或非醫療環境中瀕臨死亡的人報告的體驗，創傷和身體危險方面也被認為是這種現象的一個指標。根據資料估計，美國成年人口中有5%的人報告了瀕死體驗。根据国际濒死研究协会， 調查（在美國、澳大利亞和德國進行）所得發現，大約有4%到15%的人口曾有瀕死經驗。瀕死經驗研究人員會研究与濒死体验相關的生理、心理和先验因素的作用。這些维度也是瀕死經驗的三個主要解释模型的基础。